# Natalja Zjoekova

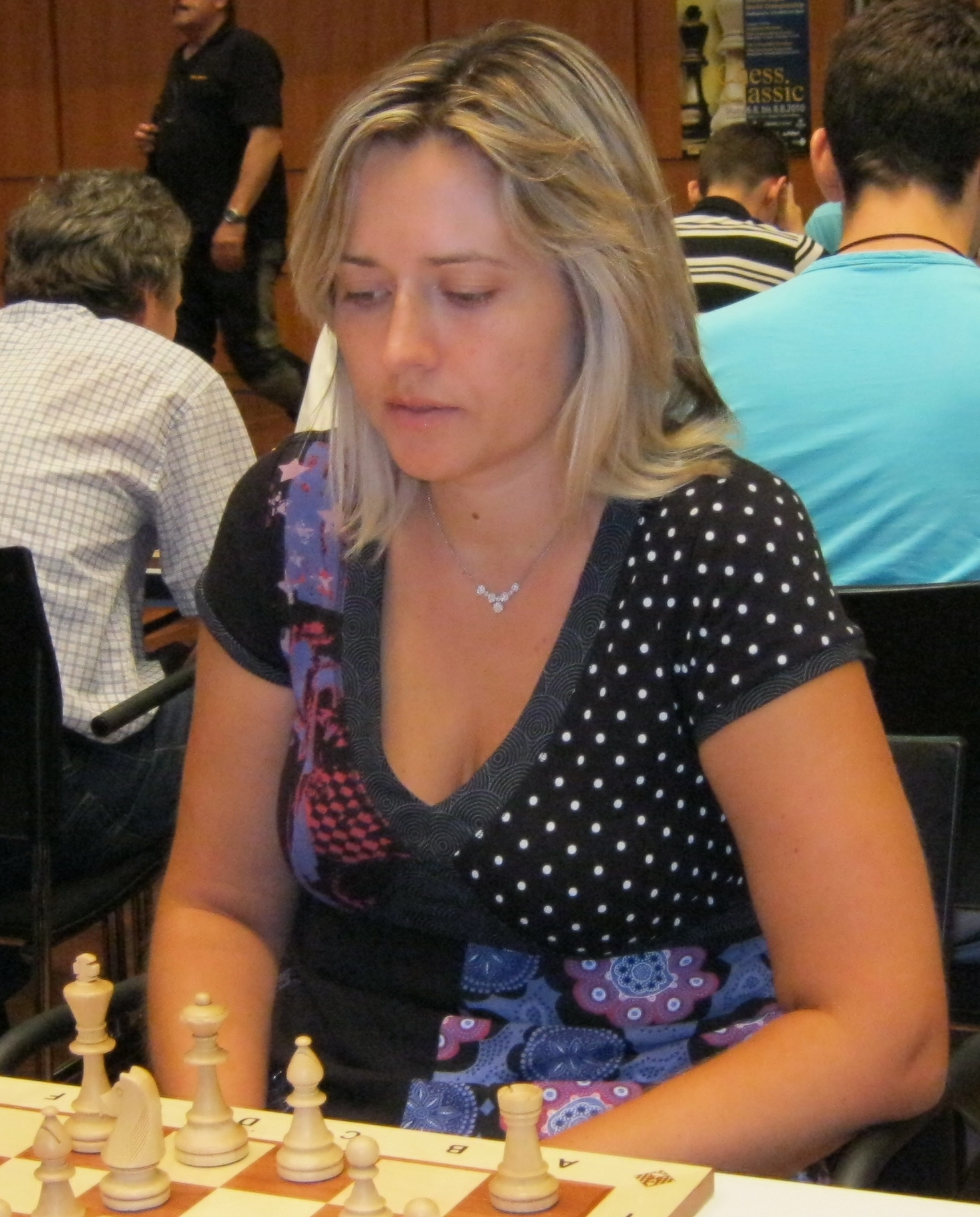
Natalja Zjoekova (aug. 2010)

Natalja Oleksandrivna Zjoekova (Oekraïens: Наталя Олександрівна Жукова) (Dresden, 5 juni 1979) is een Oekraïense schaakster. Zij is een grootmeester.

## Beginjaren
Zjoekova maakte op 12-jarige leeftijd haar debuut op het Wereldkampioenschap schaken voor de jeugd in het Roemeense Mamaia (1991), met een gedeelde 3e–4e plaats in de categorie meisjes tot 12 jaar, met 7½ pt. uit 11. Ze won in 1993 het Europees jeugdkampioenschap in de categorie meisjes tot 14 jaar in Szombathely (Hongarije) met 7½ pt. uit 9. In 1994 won ze in Băile Herculane (Roemenië) het Europese kampioenschap voor meisjes tot 16 jaar met 7 pt. uit 9. In hetzelfde jaar won ze in het Hongaarse Szeged het wereldkampioenschap voor meisjes tot 16 jaar (eveneens met 7 pt. uit 9). In 1995, in de Duitse stad Halle, werd ze 2e bij het wereldkampioenschap voor meisjes tot 20 jaar (9 pt. uit 12). Haar eerste interzonetoernooi speelde Zjoekova in de Moldavische hoofdstad Chisinau (1995), waar ze eindigde in de middenmoot (6½ pt. uit 13).
In 1996, ze was 16 jaar oud, debuteerde ze bij de Oekraïense kampioenschap voor vrouwen. Ze eindigde gedeeld 1e/2e met 6 pt. uit 10.
In 1995 verleende de FIDE haar de titel internationaal meester bij de vrouwen (WIM), en in 1997 werd ze grootmeester bij de vrouwen (WGM).
In januari 2005 speelde ze in groep C van het Corustoernooi en eindigde als derde met 10 pt. uit 13.

## Olympiades
Sinds 1996 is Zjoekova lid van het Oekraïense nationale vrouwenteam, waarmee ze in o.a. zes opeenvolgende Schaakolympiades haar land heeft vertegenwoordigd. In 65 partijen scoorde ze +20 =32 −13, dus 55.4%.
Haar resultaten per jaar waren als volgt:
- 32e Schaakolympiade, Jerevan 1996, bord 4: +5 =4 −2
- 33e Schaakolympiade, Elista 1998, bord 1: +3 =3 −4
- 34e Schaakolympiade, Istanboel 2000, bord 1: +3 =7 −1
- 35e Schaakolympiade, Bled 2002, bord 1: +3 =5 −3
- 36e Schaakolympiade, Calvià 2004, bord 1: +1 =8 −3
- 37e Schaakolympiade, Turijn 2006, bord 1: +5 =5 −0
- 42e Schaakolympiade, Bakoe 2016, bord 5; Oekraïne werd derde

## Internationale successen
In Belgrado, 1998, werd ze gedeeld 1e/2e met 6 pt. uit 9. In Groningen won ze het Schaakstersfestival in 1998 met 7 pt. uit 10. In 1999 won ze de EU Cup voor vrouwen in Nova Gorica met 5½ pt. uit 7. In het zonetoernooi in Aloesjta (1999) behaalde ze met 6½ pt. uit 9 een tweede plaats. In 2000 won ze het Europees kampioenschap voor vrouwen in Batoemi met 13 pt. uit 19.

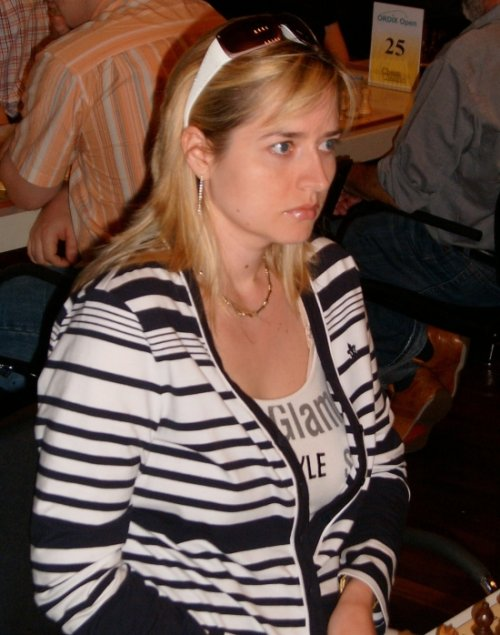
Natalja Zjoekova in 2007

## North Urals Cup 2003 en 2005
In 2003 werd in Krasnotoerinsk (Rusland) het dames supertoernooi North Urals Cup gewonnen door Zjoekova met 4½ pt. uit 7. Tweede werd Svetlana Matvejeva en derde Jekaterina Kovalevskaja.
In 2005 werd de North Urals Cup met zes punten uit negen ronden gewonnen door de Indiase grootmeester bij de dames Humpy Koneru. Na de tie-break werd de Chinese grootmeester bij de dames Xu Yuhua tweede met 5½ punt terwijl de Russin Aleksandra Kostenjoek (ook grootmeester) met 5½ punt derde werd. Zjoekova eindigde met 3 punten op de negende plaats.

## Wereldkampioenschap schaken voor landenteams
In 2013 eindigde ze in het Wereldkampioenschap schaken voor landenteams met het Oekraïense team op de eerste plaats in het vrouwentoernooi.

## Persoonlijk leven
Ze is getrouwd met de grootmeester Aleksandr Grisjtsjoek. Het echtpaar heeft een dochter en woont in Odessa en Moskou.